# William Malone

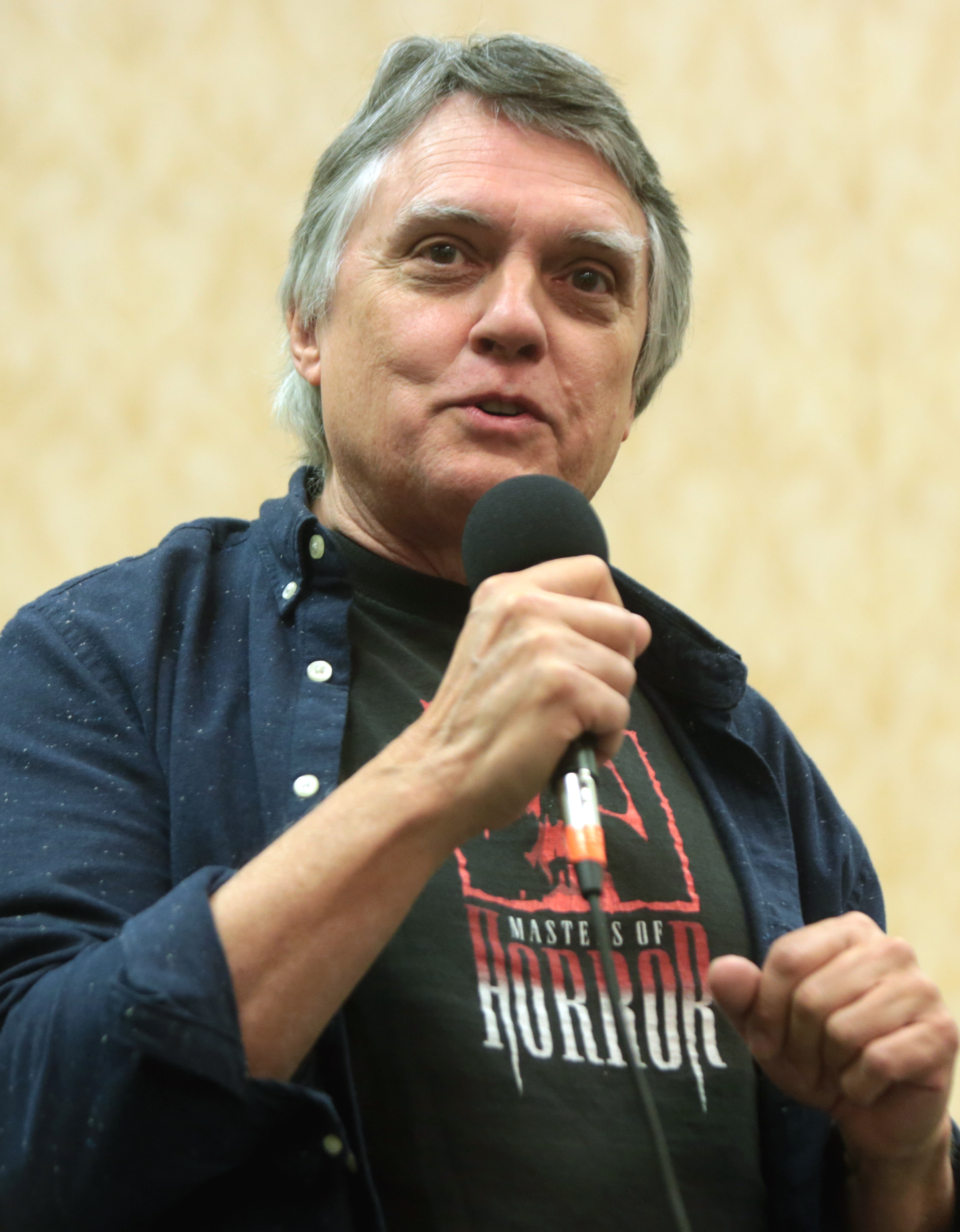
William Malone

William Malone (* 1953 in Lansing, Michigan) ist ein US-amerikanischer Regisseur von Horrorfilmen.

## Leben
Bereits im Alter von 14 Jahren drehte er Homevideos mit einer 8-mm-Kamera und gestaltete Monster-Masken für Halloween. Mit 19 zog er nach Los Angeles und fing an, bei den Don Post Studios im Bereich Kostüme und Makeup sowie als Maskenbildner zu arbeiten. Unter anderem war er auch für das Design der Maske von Michael Myers im Horrorfilm Halloween verantwortlich. Später begann er an der UCLA Regie zu studieren und drehte 1980 mit einem Budget von 74.000 US-Dollar seinen ersten Film, den Sci-Fi-Horror Scared to Death. 1985 gelang Malone mit Creature der Durchbruch.
Die nächsten 14 Jahre verbrachte er hauptsächlich mit Fernsehproduktionen. So drehte er eine Episode der Serie Freddy’s Nightmares sowie einige Folgen der HBO-Erfolgsserie Tales from the Crypt (Geschichten aus der Gruft).
Durch seine Zusammenarbeit mit Joel Silver und Robert Zemeckis bei Tales from the Crypt bekam er 1999 den Auftrag, beim Remake zum William Castle-Klassiker Haunted Hill (House on Haunted Hill) Regie zu führen. Der Horrorthriller war der erste Film von Silvers und Zemeckis’ neu gegründeter Produktionsfirma Dark Castle Entertainment und wurde Halloween ’99 ein Hit an den US-Kinokassen.
2002 folgte dann der Flop FearDotCom mit Natascha McElhone und Stephen Dorff. Seine Regiearbeit The Fair Haired Child im Rahmen der Showtime-Fernsehserie Masters of Horror war die meistgesehene Episode der gesamten Season.
Zuletzt arbeitete William Malone am Horrorthriller Parasomnia.

## Filmografie (Auswahl)
Regie
- 1985: Creature
- 1989: Freddy’s Nightmares (Folge: Heartbreak Hotel)
- 1995: W.E.I.R.D. World
- 1994/1996: Geschichten aus der Gruft (Tales from the Crypt, Folgen: Only Skin Deep; Report from the Grave)
- 1999: Haunted Hill (House on Haunted Hill)
- 2002: FearDotCom
- 2006: Masters of Horror (Folge: The Fair Haired Child)
- 2008: Parasomnia

Drehbuch
- 1985: Creature
- 1999: Universal Soldier – Die Rückkehr (Universal Soldier – The Return)
- 2008: Parasomnia

Regie, Drehbuch und Produzent
- 1980: Scared to Death / The Aberdeen Experiment
- 1985: Die Dunkle Macht der Finsternis (Creature)